# Tillandsia yuncharaensis
Tillandsia yuncharaensis là một loài thuộc chi Tillandsia. Đây là loài đặc hữu của Bolivia.